# Pangasius nasutus
Pangasius nasutus es una especie de peces de la familia Pangasiidae en el orden de los Siluriformes.

## Morfología
• Los machos pueden llegar alcanzar los 90 cm de longitud total.

## Alimentación
Come peces hueso.

## Hábitat
Vive en ríos y lagos.

## Distribución geográfica
Se encuentran en Asia.